# Simon Nurme
Nils Simon Erik Nurme, född 24 november 1982 i Laxå, är en svensk fotbollsmålvakt som spelar för IFK Örebro. 

## Karriär
Nurme började spela fotboll i Laxå IF 1989. Han värvades därefter till Örebro SK. Nurmes premiär i Allsvenskan skedde på bortaplan mot Åtvidabergs FF den 8 augusti 2010 i ett inhopp i slutminuterna, efter att John Alvbåge blivit skadad. Han har också spelat för Degerfors IF och Syrianska FC.
Efter säsongen 2014 valde Nurme att avsluta sin proffskarriär. I december 2014 gick han till division 6-klubben BK Simperon. Nurme spelade fem matcher under säsongen 2015. Säsongen 2016 spelade han fem matcher för klubben i Division 5. Nurme spelade även en match för Laxå IF i Division 4 under säsongen 2016. Säsongen 2017 spelade han också en match för Laxå IF. Säsongen 2018 spelade Nurme en match för IFK Örebro. Säsongen 2019 spelade han också en match för klubben.